# Lunca, Călărași
Lunca este un sat în comuna Valea Argovei din județul Călărași, Muntenia, România.